# Шутихинское
Шутихинское — село в Катайском районе Курганской области. Административный центр Шутихинского сельсовета.

## История
До 1917 года в составе Петропавловской волости Шадринского уезда Пермской губернии. По данным на 1926 год состояло из 576 хозяйств. В административном отношении являлось центром Шутихинского сельсовета Катайского района Шадринского округа Уральской области.

## Население
| 1989 | 2002 | 2010 |
| ---- | ---- | ---- |
| 804  | ↘699 | ↘631 |

По данным переписи 1926 года в селе проживало 2737 человек (1250 мужчин и 1487 женщин), в том числе: русские составляли 100 % населения.